# Ian Taylor
Ian Kenneth Taylor (Birmingham, West Midlands, Inglaterra; 4 de junio de 1968) es un exfutbolista inglés. Jugó como centrocampista. Durante sus quince años de carrera en la Football League y la Premier League, jugó un total de 577 encuentros entre liga y copa.

## Trayectoria
Su primer club profesional fue el Port Vale, donde fichó en 1992 proveniente del amateur Moor Green. En el Port Vale ganó el Football League Trophy de 1993, año en que también ganó el premio a jugador del año del club.
Fichó por el Sheffield Wednesday en junio de 1994, club donde no alcanzó a estar un año y fue transferido al Aston Villa tiempo después. 
En el Aston Villa, club de infancia de Taylor, ganó la Copa de la Liga y logró llegar a la final de la FA Cup 1999-00.
En sus últimos años de carrera, los pasó en el Derby County de la Championship, y en 2005 en el Northampton Town, club donde ganó el ascenso a la League One en 2005-06. 
Se retiró en abril de 2007. En febrero de 2011, Taylor fue nombrado embajador del Aston Villa.

## Estadísticas
Actualizado al último partido disputado.
| Port Vale Inglaterra |               |               |     |    |    |    |    |    |    |     |     |     |
| 3.ª | 1992-93       | 41            | 15  | 6  | 2  | -  | -  | 9  | 2  | 56  | 18  |     |
| 3.ª | 1993-94       | 42            | 13  | 4  | 1  | -  | -  | 4  | 2  | 50  | 16  |     |
| Total club | Total club    | 83            | 28  | 10 | 3  | 0  | 0  | 13 | 4  | 106 | 35  |     |
| Sheffield Wednesday Inglaterra |               |               |     |    |    |    |    |    |    |     |     |     |
| 1.ª | 1994-95       | 14            | 1   | 4  | 1  | -  | -  | -  | -  | 18  | 2   |     |
| Total club | Total club    | 14            | 1   | 4  | 1  | 0  | 0  | 0  | 0  | 18  | 2   |     |
| Aston Villa Inglaterra |               |               |     |    |    |    |    |    |    |     |     |     |
| 1.ª | 1994-95       | 22            | 1   | 2  | 0  | -  | -  | -  | -  | 24  | 1   |     |
| 1.ª | 1995-96       | 25            | 3   | 9  | 2  | -  | -  | -  | -  | 34  | 5   |     |
| 1.ª | 1996-97       | 34            | 2   | 3  | 1  | -  | -  | -  | -  | 37  | 3   |     |
| 1.ª | 1997-98       | 32            | 6   | 4  | 0  | 8  | 3  | -  | -  | 44  | 9   |     |
| 1.ª | 1998-99       | 33            | 4   | 2  | 0  | 3  | 0  | -  | -  | 38  | 4   |     |
| 1.ª | 1999-00       | 29            | 5   | 13 | 5  | -  | -  | -  | -  | 42  | 10  |     |
| 1.ª | 2000-01       | 29            | 4   | 2  | 0  | 4  | 1  | -  | -  | 35  | 5   |     |
| 1.ª | 2001-02       | 16            | 3   | 2  | 1  | -  | -  | -  | -  | 18  | 4   |     |
| 1.ª | 2002-03       | 13            | 0   | 3  | 1  | 3  | 1  | -  | -  | 19  | 2   |     |
| Total club | Total club    | 233           | 28  | 40 | 10 | 18 | 5  | 0  | 0  | 291 | 43  |     |
| Derby County Inglaterra |               |               |     |    |    |    |    |    |    |     |     |     |
| 2.ª | 2003-04       | 42            | 11  | 2  | 1  | -  | -  | -  | -  | 44  | 12  |     |
| 2.ª | 2004-05       | 39            | 3   | 3  | 0  | -  | -  | 2  | 0  | 44  | 3   |     |
| Total club | Total club    | 81            | 14  | 5  | 1  | 0  | 0  | 2  | 0  | 88  | 15  |     |
| Northampton Town Inglaterra |               |               |     |    |    |    |    |    |    |     |     |     |
| 4.ª | 2005-06       | 33            | 7   | 4  | 0  | -  | -  | 1  | 0  | 38  | 7   |     |
| 3.ª | 2006-07       | 33            | 1   | 3  | 0  | -  | -  | -  | -  | 36  | 1   |     |
| Total club | Total club    | 66            | 8   | 7  | 0  | 0  | 0  | 1  | 0  | 74  | 8   |     |
| Total carrera | Total carrera | Total carrera | 477 | 79 | 66 | 15 | 18 | 5  | 16 | 4   | 577 | 103 |
| (1) Incluye datos de la FA Cup y la Copa de la Liga. (2) Incluye datos de la Copa de la UEFA y la Copa Intertoto de la UEFA. (3) Incluye datos del Football League Trophy y los playoffs de ascenso. |               |               |     |    |    |    |    |    |    |     |     |     |

## Palmarés

### Títulos nacionales
| Título                 | Club        | País       | Año     |
| ---------------------- | ----------- | ---------- | ------- |
| TNT Tournament winner  | Port Vale   | Inglaterra | 1992    |
| Football League Trophy | Port Vale   | Inglaterra | 1993    |
| Copa de la Liga        | Aston Villa | Inglaterra | 1995-96 |

### Distinciones individuales
| Distinción                           | Año     |
| ------------------------------------ | ------- |
| Jugador del año del Port Vale        | 1992-93 |
| Equipo del año de la Second Division | 1992-93 |
| Equipo del año de la Second Division | 1993-94 |
| Equipo del año de la League Two      | 2005-06 |
| Embajador del Aston Villa            | 2011    |